# Éditions Robert Laffont
Le Éditions Robert Laffont sono una casa editrice francese fondata nel 1941 da Robert Laffont, che pubblica essenzialmente biografie, testimonianze, libri di esoterismo, memorie, letteratura francese e straniera tradotta in francese (inclusi romanzi polizieschi e romanzi di spionaggio).

## Caratteristiche
Nata nel 1941, pubblica oggi come gruppo editoriale circa 200 nuovi titoli l'anno.
La casa è stata acquisita dal gruppo di Presses de la Cité nel 1990 ed è diventata parte del gruppo Editis nel 1997.
Dal 1998 era presieduta  da Leonello Brandolini d'Adda, nipote di Gianni Agnelli. Oppostosi il Brandolini ad un piano di ristrutturazione richiesto dal principale azionista della casa madre Editis, il gruppo Planeta, egli si è dimesso dalle sue funzioni il 9 aprile 2013 ed ha lasciato il suo posto il 30 giugno successivo, sostituito da Alain Kouck, PDG d'Editis.
Oltre alla casa omonima, possiede anche:
- Éditions Julliard, casa fondata nel 1942 da René Julliard (1900-1962), poi diretta per 30 anni da Christian Bourgois e quindi da Betty Mialet e Bernard Barrault;
- NiL Éditions, fondata nel 1993 da Nicole Lattès, poi direttrice del gruppo[2];
- Éditions Seghers, fondata nel 1944 da Pierre Seghers (1906-1987) e comprata dal gruppo nel 1969[3].

Possiede succursali in Belgio e in Canada.

## Collane
Tra le sue collane vanno ricordate:
- Aider la vie e Aventure de l'esprit, libri di spiritualità e testimonianze;
- Ailleurs et Demain e Ailleurs et Demain Bibliothèque, popolare collezione di fantascienza, creata nel 1969 da Gérard Klein;
- Best-Sellers, collana di gialli
- Bouquins, creata da Guy Schoeller (1915-2001)[4];
- Ce Jour-Là e Le Monde comme il va, collane storico-sociologiche;
- Enigmes de l'univers, collana di saggi relativi all'occultismo, l'ufologia, l'esoterismo, misteri irrisolti, paranormale e parapsicologia.
- Jeux Robert Laffont, storica collana di giochi da tavolo poi dismessa;
- Pavillons e Pavillons Poche, collane di letteratura, principale e tascabile;
- Quid, enciclopedia annuale, cui si è affiancata dal marzo 2011 una rivista bimestrale omonima[5];
- Réponses, collana di psicologia e medicina;
- Vécu, collana prevalentemente dedicata alle autobiografie.

## Autori italiani pubblicati
- Renzo Allegri
- Niccolò Ammaniti
- Vitaliano Brancati
- Dino Buzzati
- Piero Ferrucci
- Carlo Fruttero
- Primo Levi
- Franco Lucentini
- Dacia Maraini
- Gualtiero Marchesi
- Margaret Mazzantini
- Piergiorgio Odifreddi
- Bruno Pedretti
- Hugo Pratt
- Federico Rampini
- Mario Rigoni Stern
- Roberto Saviano
- Helga Schneider
- Mariolina Venezia
- Lino Ventura
- Marco Videtta
- Simona Vinci